# 화륜
화륜은 한국에서 제작된 김유영 감독의 1931년 영화이다. 김정숙 등이 주연으로 출연하였고 석일량 등이 제작에 참여하였다.

## 출연

### 주연
- 김정숙
- 백하로
- 김연실
- 석일량